# Joan Maria Piqué Fernández
Joan Maria Piqué Fernández (Lérida, 1976) es un periodista catalán que ha sido jefe de prensa de Artur Mas, estrecho colaborador de Carles Puigdemont y desde junio de 2021 es el director general de Análisis y Planificación Estratégica del departamento de Acción Exterior y Transparencia.
Licenciado en Periodismo por la Universidad de Navarra, ejerció de periodista en la agencia Europa Press y los diarios La Gaceta de los Negocios, el Diari de Tarragona y el Diari Avui hasta que en 2008 entró a trabajar en el gabinete de prensa de Artur Mas.
Piqué continuó como jefe de prensa de Mas cuando éste fue elegido presidente de la Generalidad, del 2010 al 2016. Tras el cese de Mas, fue puesto al frente del Programa Internacional de Comunicación y Relaciones Públicas Eugeni Xammar.
La ONG Reporteros Sin Fronteras denunció en septiembre de 2017 presiones a periodistas realizadas por Piqué (en calidad de responsable de Comunicación Exterior de la Generalidad).
En septiembre de 2018 fue nombrado coordinador internacional y relaciones públicas de la Generalidad por el gobierno de Quim Torra, cargo que dejó el 23 de octubre de 2019 para asumir el de director de comunicación del Departamento de Interior a las órdenes de Miquel Buch.
Fue candidato a eurodiputado con el número 29 de la lista de «Libres por Europa» para las elecciones al Parlamento Europeo de 2019 en España encabezada por Carles Puigdemont, pero no resultó elegido. Tras las elecciones al Parlamento de Cataluña de 2021, el 1 de junio fue elegido director general de Análisis y Planificación Estratégica del departamento de Acción Exterior y Transparencia de la Generalidad de Cataluña, encabezado por la consejera Victoria Alsina.